# فلقورة لامعة
فلقورة لامعة (الاسم العلمي: Fulgora lucifera) هي نوع من الحشرات يتبع جنس الفلقورة من الفصيلة الفلقورية.